# Sergio Cortopassi
Sergio Cortopassi (San Miniato, 7 maggio 1946) è un politico italiano.

## Biografia
Iscritto al Partito Socialista Italiano, fu eletto sindaco di Pisa il 16 luglio 1990 e amministrò la città toscana fino al 1º settembre 1994, quando la giunta venne commissariata. Durante il mandato della giunta guidata da Paolo Fontanelli ricoprì la carica di assessore al bilancio e tributi.
Dal 2008 al 2011 fu presidente della Fondazione Teatro di Pisa, mentre dal 2011 al 2013 ricoprì l'incarico di amministratore unico della Pisamo, società di gestione della mobilità del Comune di Pisa.